# Cecylia Roszak
Cecylia Roszak (roz. Maria Roszak; 25. března 1908 Kiełczewo, Německé císařství – 16. listopadu 2018 Krakov, Polsko) byla polská dominikánka a spravedlivá mezi národy.
V roce 1929 vstoupila ke krakovským dominikánkám, kde působila do roku 1938, kdy byla zařazena do skupiny sester, které odjely založit nový klášter ve Vilniusu, jejich úsilí ale bylo zmařeno druhou světovou válkou. Během pobytu ve Vilniusu sestry ukrývaly Židy, včetně jednoho z vůdců místního židovského hnutí odporu Aby Kovnera. Po válce se vrátily do Krakova, kde sestra Cecylia v dalších letech zastávala řadu funkcí, včetně úřadu převorky.
Cecylia Roszak zemřela ve věku nedožitých 111 let jako jedna z nejstarších obyvatel Polska, nejstarší dominikánka a nejstarší klauzurní řeholnice na světě.